# HJ (Satelliten)
HJ bzw. Huanjing (chinesisch 環境減災 / 环境减灾, Pinyin Huánjìng Jiǎnzāi) ist die Bezeichnung für eine Serie von chinesischen Erdbeobachtungssatelliten. Sie dienen vor allem zur Vorwarnung bzw. Früherkennung von Naturkatastrophen, außerdem werden sie zur Beobachtung von Umweltveränderungen und des Klimas eingesetzt. Die von der Hangtian Dong Fang Hong Satelliten GmbH, einer Tochtergesellschaft der Chinesischen Akademie für Weltraumtechnologie, hergestellten Satelliten unterstehen seit 2018 dem Ministerium für Ökologie und Umwelt und dem Ministerium für Katastrophenschutz (应急管理部).

## Satelliten
- Huanjing 1A und Huanjing 1B als optische Satelliten.
- Huanjing 1C als Radarsatellit.
- Huanjing 2A und Huanjing 2B als optische Satelliten.
- Huanjing 2E und Huanjing 2F als SAR-Satelliten.[2][3]

Die ersten beiden Satelliten wurden am 6. September 2008 mit einer Rakete vom Typ Langer Marsch 2C gestartet, der dritte am 18. November 2012 mit einer Raketen desselben Typs.
Während Huanjing 1A und B auf dem ab August 1996 entwickelten Satellitenbus CAST 968 der Dong Fang Hong GmbH beruhten,
wurde für Huanjing 1C sowie Huanjing 2A und B der ab Mai 2000 entwickelte Bus CAST 2000 verwendet.
Huanjing 2A und B wurden am 27. September 2020 mit einer Rakete vom Typ Langer Marsch 4B gestartet. Sie dienen als Ersatz für die Satelliten Huanjing 1A und B, die mit 12 Jahre mehr als doppelt so lang im Dienst gewesen waren, als ihre ursprünglich erwartete Lebenszeit von 3–5 Jahren erhoffen ließ.
Huanjing 2A und B besitzen eine erwartete Lebensdauer von fünf Jahren. Die wie ihre beiden Vorgänger mit Kameras von mittlerer Auflösung für sichtbares Licht, Infrarot und Hyperspektralaufnahmen ausgestatteten Satelliten kreisen an entgegengesetzten Punkten einer identischen sonnensynchronen Umlaufbahn um die Erde.
In 48 Stunden kann ganz China abgedeckt werden. Ursprünglich war eine Konstellation von acht Huanjing-Satelliten geplant, mit vier optischen Satelliten und vier Radarsatelliten.
Nun sollen die beiden Satelliten Huanjing 2A und Huanjing 2B mit den hochauflösenden Erdbeobachtungssatelliten Gaofen 1 und Gaofen 6 eine Konstellation bilden und sich gegenseitig ergänzen.
Der auf dem Satellitenbus CAST 2000 der Dong Fang Hong GmbH beruhende Huanjing 2E wurde am 12. Oktober 2022 mit einer Trägerrakete vom Typ Langer Marsch 2C gestartet. Der aus dem  „Nationalen Programm für die mittel- und langfristige Entwicklung der zivilen Weltraum-Infrastruktur (2015–2025)“ finanzierte Satellit wurde in einer um 97,4° zum Äquator geneigten, sonnensynchronen Umlaufbahn von 500 km Höhe ausgesetzt. Er verfügt über ein im S-Band arbeitendes Synthetic Aperture Radar, mit dem er auch bei bewölktem Himmel, also zum Beispiel bei Überschwemmungen während der sommerlichen Regenzeit, Aufnahmen  mit einer Auflösung von 5 m machen kann. Für einen raschen Überblick über größere Gebiete ist auch eine Auflösung von 25 m möglich. Die Daten werden von den Bodenstationen des Instituts für Informationsgewinnung durch Luft- und Raumfahrt  der Chinesischen Akademie der Wissenschaften empfangen und an die Ministerien für Ökologie und Umwelt sowie für Katastrophenschutz weitergeleitet.
Der am 8. August 2023 gestartete Schwestersatellit Huanjing 2F kreist, um 180° versetzt, auf derselben, um 97,4° zum Äquator geneigten, sonnensynchronen Umlaufbahn von 500 km Höhe um die Erde wie Huanjing 2E und bildet mit diesem eine Konstellation.
Huanjing 2F besitzt zusätzlich zum Radar noch ein Notstandsdatenverarbeitungssystem, das aus den Aufnahmen des Satelliten Gebiete mit aktuellen Naturkatastrophen herausfiltern und die entsprechenden Daten bereits an Bord vorbearbeiten kann. Nur diese werden dann zur Erde gefunkt, was die Reaktionszeit bei Waldbränden, Überschwemmungen etc. deutlich verkürzt.
Durch die Konstellation aus zwei Satelliten werden 90 % des chinesischen Staatsgebiets alle zweieinhalb Tage überflogen, 90 % des Gebiets der an der Neuen Seidenstraße beteiligten Länder alle zwei Tage.

## Startliste
| Datum              | Startplatz | Nutzlast    | Ergebnis | COSPAR-ID |
| ------------------ | ---------- | ----------- | -------- | --------- |
| 6. September 2008  | Taiyuan    | Huanjing 1A | Erfolg   | 2008-041A |
| 6. September 2008  | Taiyuan    | Huanjing 1B | Erfolg   | 2008-041B |
| 18. November 2012  | Taiyuan    | Huanjing 1C | Erfolg   | 2012-064A |
| 27. September 2020 | Taiyuan    | Huanjing 2A | Erfolg   | 2020-067A |
| 27. September 2020 | Taiyuan    | Huanjing 2B | Erfolg   | 2020-067B |
| 12. Oktober 2022   | Taiyuan    | Huanjing 2E | Erfolg   | 2022-132A |
| 8. August 2023     | Taiyuan    | Huanjing 2F | Erfolg   | 2023-116A |